# 24Y busz (Debrecen)

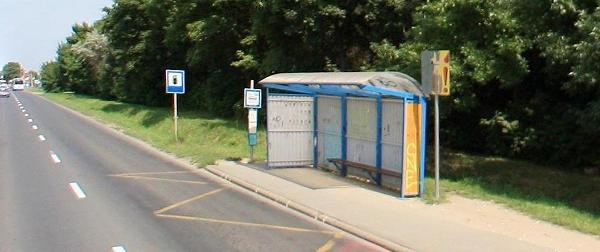
Vincellér utca

A debreceni 24Y jelzésű autóbusz a Vincellér utca - Kassai út - Auguszta - Vincellér utca útvonalon közlekedik körjáratként. Az ellentétes irányú változata a 22Y.
Útvonala során érinti a belvárost, Tócóskertet, Tescót, Segner teret, Kölcsey Központot, Egészségügyi Járóbeteg Központot, Tanítóképző Főiskolát, Debrecen Plázát, Fórum Debrecent, Főnix Csarnokot, Hódos Imre Sportcsarnokot, városi köztemetőt, Augusztát, Csokonai Vitéz Mihály Gimnáziumot, Agrártudományi Centrumot, Kertvárost, Tűzoltóságot, Alföldi Nyomdát és a Tócóskert teret. A 24Y járatokon felül közlekednek 24-es jelzésű buszok is, hasonló útvonalon.
Jelenlegi menetrendje 2018. július 1-jétől érvényes.

## Járművek
A viszonylaton Alfa Cívis 12 szólóbuszok közlekednek, de csúcsforgalom idején indul Alfa Cívis 18 csuklós busz is.

## Útvonala
| Év       | Végállomások                               | Útvonal |
| -------- | ------------------------------------------ | --- |
| 2011     | Vincellér utca – Auguszta – Vincellér utca | Derék utca – Kishegyesi út – Segner tér – Hatvan utca – Bethlen utca – Hunyadi János utca – Rákóczi utca – Csapó utca – Kassai út – Benczúr Gyula utca – Ady Endre út – Nagyerdei körút – Pallagi út – Móricz Zsigmond út – Békessy Béla utca – Böszörményi út – Pesti utca – Kishegyesi út – Derék utca |
| 2011-től | Vincellér utca – Auguszta – Vincellér utca | Derék utca – Kishegyesi út – Segner tér – Hatvan utca – Bethlen utca – Hunyadi János utca – Rákóczi utca – Csapó utca – Kassai út – Benczúr Gyula utca – Ady Endre út – Nagyerdei körút – Pallagi út – Móricz Zsigmond út – Békessy Béla utca – Böszörményi út – Pesti utca – Kishegyesi út – István út  |

## Megállóhelyei
Az átszállási kapcsolatok között az Auguszta helyett az Klinikákat érintő 24-es, illetve az ellenkező irányban közlekedő 22-es és 22Y buszok nincsenek feltüntetve.
| 0  | Vincellér utca végállomás            | |
| 1  | Sárvári Pál utca                     | 12, 19, 25, 25Y, 30, 30A, 125, 125Y |
| 2  | Holló László sétány                  | 12, 19, 25, 25Y, 30, 30A, 125, 125Y |
| 4  | Gyepűsor utca                        | 12, 17, 17A, 25, 25Y, 46, 46E, 46H, 125, 125Y, 146 |
| 6  | Dorottya utca                        | 12, 17, 17A, 25, 25Y, 46, 46E, 46H, 125, 125Y, 146 |
| 8  | Kishegyesi út                        | 12, 17, 17A, 25, 25Y, 45, 46, 46H, 125, 125Y, 146 |
| 10 | Segner tér                           | 3, 3A, 4, 5, 5A 10, 10A, 10Y, 11, 13, 14, 17, 17A, 25, 25Y, 33, 33E, 34, 35, 35E, 35Y, 36, 42, 42A, 45, 46, 46E, 46H, 49, 49Y, 125, 125Y, 146, A1 Helyközi buszok |
| 12 | Hatvan utca                          | 10, 10A, 10Y, 13, 14, 33, 34, 35, 35Y, 36 |
| 13 | Kölcsey Központ (Bethlen utca)       | 10, 10A, 10Y, 13, 14, 33 |
| 15 | Kölcsey Központ (Hunyadi János utca) | 2 11, 15, 15Y, 43 |
| 17 | Kálvin tér                           | 1, 2 11, 15, 15Y, 43 |
| 19 | Csapó utca                           | 3, 3A 11, 15, 15Y, 43 |
| 21 | Berek utca                           | 3, 3A 11, 43 |
| 22 | Bercsényi utca                       | 3, 3A 11, 43 |
| 24 | Árpád tér                            | 3, 3A, 5, 5A 11, 16 Helyközi buszok |
| 25 | Laktanya utca                        | 3, 3A, 5, 5A 11, 16 |
| 26 | Főnix Csarnok                        | 3, 3A, 5, 5A 16, 23, 23Y, 51E |
| 28 | Kemény Zsigmond utca                 | 3, 3A, 5, 5A |
| 29 | Kassai út                            | 3, 3A, 5, 5A Helyközi buszok |
| 30 | Köztemető, déli kapu                 | 3, 5 |
| 31 | Köztemető, főkapu                    | 3, 5 |
| 34 | Szociális Otthon                     | 10, 10A, 10Y, 12, 13, 16 |
| 35 | Móricz Zsigmond út                   | 10, 10A, 10Y, 12, 13, 16 |
| 36 | Auguszta                             | 10, 10A, 10Y, 12 |
| 39 | Csokonai Vitéz Mihály Gimnázium      | 2 10, 10A, 10Y, 12, 23, 23Y |
| 42 | Békessy Béla utca                    | 15, 15Y, 34, 35, 35Y, 36 |
| 43 | Agrártudományi Centrum               | 15, 15Y, 34, 35, 35E, 35Y, 36, 36E Helyközi buszok |
| 45 | Kertváros                            | 15, 15Y, 34, 35, 35Y, 36 |
| 47 | Füredi út                            | 15, 15Y, 21, 33, 33E, 34, 35, 35E, 35Y, 36, 36E, A1 Helyközi buszok                                                                                               |
| 48 | Tűzoltóság                           | 15, 15Y, 34, 35, 35Y, 36 |
| 50 | Pesti utca                           | 11, 14, 33E, 34, 35, 35E, 35Y, 36, 36E, 42, 42A, 43 |
| 53 | Sesztina utca                        | 12, 17, 17A, 25, 25Y, 45, 46, 125, 125Y, 146 |
| 54 | Gyolcsos utca                        | 45, 146 |
| 55 | Tőzsér utca                          | 45, 146 |
| 56 | István út                            | 41, 41Y, 45, 146 Helyközi buszok |
| 57 | Tócóskert tér                        | 19, 30, 30A, 41, 41Y, 45 |
| 58 | Vincellér utca végállomás            | 12, 19, 25, 25Y, 30, 30A, 41, 41Y, 45, 125 |

## Járatsűrűség
A járatok 4.52 és 21.00 között indulnak. Tanítási időszakban 4, 15, 17, 21 órakor 1 járat indul, 5 órakor 2 járat, 6 órakor 3 járat indul, a többi órában nem indítanak járatot. Tanszünetben 4, 6, 7, 15, 17, 21 órakor 1 járat indul, 5 órakor 2 járat indul, a többi órában nem indítanak járatot. Hétvégén 4, 6, 7, 17 és 21 órakor indul járat, a többi órában nem indul járat.
Pontos indulási idők itt.